# Beyyurdu, Şemdinli
Beyyurdu là một xã thuộc huyện Şemdinli, tỉnh Hakkâri, Thổ Nhĩ Kỳ. Dân số thời điểm năm 2011 là 492 người.